# Winston Churchill (scrittore)
Winston Churchill (St. Louis, 10 novembre 1871 – Winter Park, 12 marzo 1947) è stato uno scrittore statunitense.

## Biografia
Dopo i primi romanzi storici come Richard Carvel (1899), che vendette circa 1.000.000 di copie e The Crisis, un altro bestseller, Churchill si dedicò alla narrativa politica come confermano Coniston (1906) e Mr. Crewe's Career (1908). Le opere pubblicate sul finire della sua carriera mostrano gli interessi dello scrittore verso i problemi economici. Fu anche attivo politicamente: nel New Hampshire servì la legislatura statale (1903 e 1905) e divenne un candidato al governatorato locale (1912). Benché considerati artisticamente ingenui, i romanzi di Churchill, analogamente a quelli di Robert Herrick, sono pionieristici nell'ambito della letteratura sociale americana.

## Opere
- Mr. Keegan's Elopement, 1896
- The Celebrity, 1898
- Richard Carvel, 1899
- The Crisis, 1901
- The Crossing, 1904
- Coniston, 1906
- Mr. Crewe's Career, 1908
- A Modern Chronicle, 1910
- The Inside of the Cup, 1913
- A Far Country, 1915
- The Dwelling-Place of Light, 1917